# Eugenia ouen-toroensis
Eugenia ouen-toroensis är en myrtenväxtart som beskrevs av André Guillaumin. Eugenia ouen-toroensis ingår i släktet Eugenia och familjen myrtenväxter.
Artens utbredningsområde är Nya Kaledonien. Inga underarter finns listade i Catalogue of Life.